# ورزشگاه گندومار
ورزشگاه گندومار، یک سالن سرپوشیده ورزشی واقع در گوندومار است که در ۲۹ ژوئن ۲۰۰۷ افتتاح شد. این سالن توسط معمار پرتغالی آلوارو سیزا ویرا طراحی شد و توسط وزیر دارایی، فرناندو تکسیرا دوس سانتوس افتتاح شد.
ورزشگاه از سه بخش تشکیل شده‌است: ساختمان بیضوی - یا شبستان مرکزی. اتاق‌های رختکن-سرویس‌های بهداشتی و مناطق فنی-ذخیره‌ای. اتاق‌های این ورزشگاه می‌توانند بسته به نیاز در مساحت متغیر باشند.
بنابراین ویژگی این ورزشگاه تطبیق پذیری است، و می‌تواند میزبان فعالیت‌های مختلفی باشد، مانند: برگزاری مسابقات ورزشی، رویدادهای فرهنگی یا موسیقی. حداکثر ظرفیت این ورزشگاه ۸۴۰۰ نفر به صورت ایستاده و ۴۸۸۴ نفر به صورت نشسته‌است.
ورزشگاه دارای یک سالن اصلی با بیش از ۶ هزار متر مربع مساحت است که می‌تواند به میزبانی رویدادهای مهم ورزشی مثل هاکی با چرخ، بدمینتون، بسکتبال، هندبال، والیبال، بوکس، جودو، ژیمناستیک، اسکیت، شمشیربازی، فوتسال، وزنه‌برداری، تنیس، تنیس روی میز، کوهنوردی و غیره بپردازد. همچنین این سالن محل برگزاری کنسرت‌ها رویدادهای فرهنگی، کنگره‌ها، همایش‌ها و نمایشگاه‌ها است. در این ورزشگاه یک اتاق مطبوعاتی و کنفرانس با مساحت ۶۰۰ مترمربع وجود دارد. مساحت مجموعه ۵۳ هزار متر مربع است که ۹۴۸۳ مترمربع مساحت سرپوشیده و ۴۳۵۱۷ مترمربع مساحت غیر مسقف دارد. این یک ورزشگاه دارای تهویه مطبوع، عایق حرارتی و صوتی است و تمام استانداردهای ایمنی را رعایت می‌کند. مجموعه دارای ۱۱ ورودی است که ۷ ورودی آن برای عموم مردم، ۱ ورودی وی آی پی و ۳ ورودی برای ورزشکاران، مدیران، مرکز پزشکی و مطبوعات است. طبقات این ورزشگاه دارای آسانسور هستند.
این ورزشگاه در مرکز گندومار قرار دارد، بنابراین از طریق جاده خروجی A43، فقط سه دقیقه با شهر پورتو فاصله دارد و با وسایل حمل‌ونقل عمومی در گندومار تنها چند دقیقه است.
گندونا یکی از بهترین ورزشگاه‌های کشور برای میزبانی مسابقات ورزشی، کنسرت‌ها، رویدادهای فرهنگی، کنگره‌ها، همایش‌ها و نمایشگاه‌ها است.